# L'Abominable Invité
Pour plus de détails, voir Fiche technique et Distribution.
L'Abominable Invité (As Long as They're Happy) est un film britannique réalisé par J. Lee Thompson, sorti en 1955.

## Synopsis
Un agent de change un peu ennuyeux voit sa maison toute retournée par la visite d'un chanteur américain. Ses filles, une minette et une existentialiste, sont folles de l'invité.

## Fiche technique
- Titre original : As Long as They're Happy
- Titre français : L'Abominable Invité
- Réalisation : J. Lee Thompson
- Scénario : Alan Melville, d'après la pièce de Vernon Sylvaine
- Direction artistique : Michael Stringer
- Décors : Jack Stephens
- Costumes : Yvonne Caffin
- Photographie : Gilbert Taylor
- Son : John Dennis, Gordon K. McCallum
- Montage : John D. Guthridge
- Musique : Stanley Black
- Direction musicale : Stanley Black
- Chorégraphie  : Paddy Stone, Irving Davies
- Production exécutive : Earl St. John
- Production : Raymond Stross
- Société de production : Group Film Productions
- Société de distribution : General Film Distributors
- Pays d'origine :  Royaume-Uni
- Langue originale : anglais
- Format : couleur (Eastmancolor) — 35 mm — 1,66:1 — son mono
- Genre : Comédie
- Durée : 91 minutes
- Dates de sortie : Royaume-Uni : 15 mars 1955

## Distribution
- Jack Buchanan : John Bentley
- Janette Scott : Gwen Bentley
- Jeannie Carson : Pat Bentley
- Brenda de Banzie : Stella Bentley
- Susan Stephen : Corinne Bentley
- Jerry Wayne : Bobby Denver
- Diana Dors : Pearl Delaney
- Hugh McDermott : Barnaby Brady
- David Hurst : Docteur Hermann Schneider
- Athene Seyler : Mme Arbuthnot
- Joan Sims : Linda
- Nigel Green : Peter Pember
- Dora Bryan : May
- Gilbert Harding : lui-même